# Peñalaza

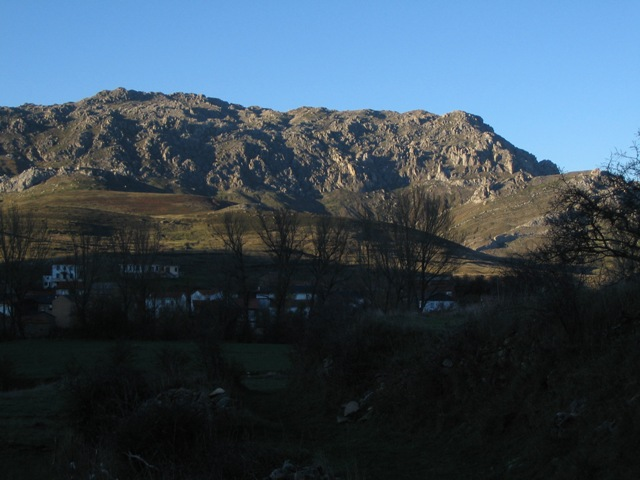
Peñalaza.

Peñalaza es el nombre de un grupo de sierras montañosas de la provincia de León (España), en concreto de la comarca de la Tercia del Camino.

## Situación geográfica
Están situadas en la parte central de la cordillera Cantábrica, en la denominada Montaña de la Tercia del Camino, que junto con la Montaña de la Mediana de Argüello y la Montaña de Valdelugueros, conforman la Montaña de los Argüellos.

## Cumbres

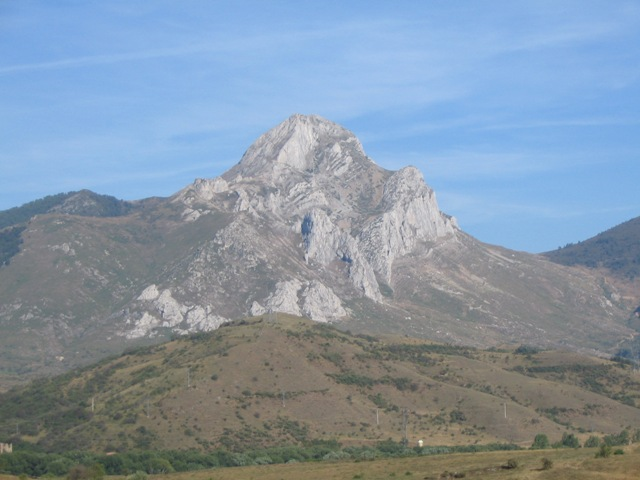
Pico Fontún.

Aunque sus diversos picos alcanzan alturas superiores a los 1500 m, están eclipsadas por el Pico o cueto Fontún que alza, frente a las mismas, sus 1948 m, lo que lo convierte en la cima más alta de toda la comarca.

## Acuíferos
En uno de los valles que se forman en sus faldas, en concreto en el de Gistreo, nace el río Rodiezmo, que junto con el río Bernesga, son los caudales más importantes de la Tercia.

## Sociedad
En la actualidad se está investigando la posible existencia de fosas comunes donde están los cadáveres de quienes fueron fusilados en esa zona durante la guerra civil y en años posteriores. Aún se conservan restos de las trincheras excavadas durante la conflicto bélico.
En su pico más alto se ha erigido una cruz en memoria de un nativo del pueblo de Rodiezmo, fallecido en trágicas circunstancias en Madrid, y que era un gran admirador de este sistema montañoso.
El grupo de sierras también es conocido por el nombre de Peña Laza.
- Datos: Q6073955